# Vessel (documental)
Vessel (en español: El Barco) es un documental multinacional de 2014 escrito y dirigido por Diana Whitten en la que fue su primera película, centrada en el trabajo de Women on Waves,  organización proelección fundada por la médica holandesa Rebecca Gomperts en 1999. El estreno mundial del documental fue en SXSW en Texas el 9 de marzo de 2014. La película ha sido distribuida por Filmbuff desde 2015.

## Sinopsis
El documental se centra en el trabajo de la Dra. Rebecca Gomperts con su organización 'Women on Waves', mientras navega en un barco alrededor del mundo y ofrece abortos en el mar a mujeres que no tienen otra alternativa legal. El documental sigue durante 7 años las campañas de estas mujeres que viajaron a Irlanda, Polonia, Portugal, España, Ecuador y Tanzania, entre otros países. El elemento común en todas las campañas fue el rechazo que tuvieron del Estado, los medios de comunicación y de grupos católicos. 
Gomperts se debe enfrentarse a dificultades pero cuando se superan finalmente se da cuenta de que puede usar nuevas tecnologías para eludir las leyes existentes. Capacita a las mujeres para hacer abortos usando protocolos investigados por la OMS con píldoras, y crea una red clandestina de activistas empoderadas que confían en las mujeres para que se encarguen del aborto. 

## Participantes
Rebecca Gomperts, Susan Davies, Veronica Vera, Kinga Jelinska, Cecilia Costa, Gunilla Kleiverda, Myra ter Meulen, Margreet Parlevliet, Juul Brockling, Lizet Kraal, Margie Moore, Ivette Mrova, Annemarie van den Heuvel, Ana Cristina Santos, Sara larrea, Ana Cristina Vera, Paula Castello Starkoff, Manuela Luna Creciente y Nondo Ebuela Ejano, con voz en off de Kinga Jelinska e Inês Rodrigues. 

## Producción
El documental tardó siete años en hacerse.

## Reconocimientos

### Premios y nominaciones
En el Festival de Cine South by Southwest 2014 , la película fue nominada para el 'Gran Premio del Jurado SXSW' y ganó tanto el 'Premio del Público' como los 'Premios Especiales del Jurado' por Largometraje Documental. En el Festival Internacional de Documentales Sheffield 2014, la película ganó el Premio Peter Wintonick . En el Festival de Cine de Nantucket, la película ganó el Premio Adrienne Shelly Excellence In Filmmaking.